# Hoher Islamischer Rat der Republik Tunesien
Der Hohe Islamische Rat der Republik Tunesien (französisch Conseil supérieur islamique de la République tunisienne; Abk. kurz CSI; arabisch المجلس الإسلامي الأعلى, DMG al-Maǧlis al-islāmī al-aʿlā) ist die höchste religiöse konsultative Instanz im Staat, dessen Religion gemäß Artikel 1 seiner Verfassung der Islam ist. Sein Sitz ist in der tunesischen Hauptstadt Tunis. Er wurde 1989 unter Zine el-Abidine Ben Ali gegründet. Nach den Angaben der tunesischen Regierung ist er insbesondere dafür zuständig, alle ihm von der Regierung vorgelegten Angelegenheiten zu prüfen und die sich auf die Anwendung von Artikel 1 der Verfassung und auf soziale und religiöse (Fiqh) Fragen beziehen.
Präsident des Rates war Rachid Sabbagh, der auch das Amt des tunesischen Verteidigungsministers ausübte. Ein späterer Präsident war Abdallah Loussaïef. Einer Einschätzung von Mohamed Talbi zufolge dient der Rat „nur noch für den ‚Usage extérieur‘, als Vitrine gewissermassen“. Die Anrufung des Rates erfolgte in Fragen von Lehrinhalten der theologischen Zitouna-Universität sowie zu Fragen des Religionsunterrichts an den Schulen und in der Imam-Ausbildung. Der Politiker Ali Chebbi, von 1992 bis 1999 Minister für Religiöse Angelegenheiten, war einer seiner früheren Vorsitzenden. Zu den Unterzeichnern der Botschaft aus Amman (Amman Message) beispielsweise zählen neben Ali Chebbi auch die Ratsmitglieder Shaykh Mohieddine Gadi und Shaykh Al-Tayyib Salama, beides Mitglieder der International Islamic Fiqh Academy.